# La cordillera de los sueños
La cordillera de los sueños és un documental xilè-francès de 2019 dirigit per Patricio Guzmán. És la tercera part d'una trilogia de pel·lícules que Guzmán va fer sobre Xile, precedida per Nostalgia de la luz (2010) i El botón de nácar (2015).
Va ser estrenada al 72è Festival Internacional de Cinema de Canes, on va rebre el premi Ull d'Or al millor documental. A més, va ser nominat a un premi César en la categoria de millor documental i va guanyar un premi Goya en la categoria de millor pel·lícula iberoamericana. Es va convertir en el primer documental que guanya un Goya en aquesta categoria i en la cinquena pel·lícula xilena a obtenir aquell premi.

## Recepció
La cordillera de los sueños va rebre una resposta positiva per part de la crítica cinematogràfica. La pel·lícula posseeix el 92%  de comentaris favorables en el lloc web Rotten Tomatoes, basat en un total de 25 ressenyes, i una puntuació de 83/100 en Metacritic. Alhora, el lloc francès AlloCiné registra una puntuació de 3,6/5 per al documental.

## Premis
| Premi                                             | Categoria                        | Nominat         | Resultat  |
| ------------------------------------------------- | -------------------------------- | --------------- | --------- |
| Festival Internacional de Cinema de Canes         | L'Œil d'or                       | Patricio Guzmán | Guanyador |
| Festival Internacional de Cinema de Sant Sebastià | Horizontes Latinos               | Patricio Guzmán | Nominat   |
| Premis César                                      | Millor documental                | Patricio Guzmán | Nominat   |
| Premis Goya                                       | Millor pel·lícula iberoamericana | Patricio Guzmán | Guanyador |